# سدریک باسایا
سدریک باسایا (انگلیسی: Cédric Baseya؛ زادهٔ ۱۹ دسامبر ۱۹۸۷) بازیکن فوتبال اهل فرانسه است.
از باشگاه‌هایی که در آن بازی کرده‌است می‌توان به باشگاه فوتبال لوکوموتیو صوفیه، باشگاه فوتبال مونتسا، باشگاه فوتبال ساوت‌همپتون، باشگاه فوتبال ردینگ، باشگاه فوتبال کرو آلکساندرا، باشگاه فوتبال لیل، باشگاه فوتبال بارنت، و باشگاه فوتبال لو آور اشاره کرد.
وی همچنین در تیم ملی فوتبال Democratic Republic of the Congo U-20 بازی کرده‌است.